# Jean-Marcel van Leer
Jean Marcel van Leer (1919.) je bivši belgijski hokejaš na travi. 
Na hokejaškom turniru na Olimpijskim igrama 1952. u Helsinkiju je igrao za Belgiju. Belgija je ispala u četvrtzavršnici. Ispala je od kasnijih brončanih, Uj. Kraljevstva. U utješnom krugu, za poredak od 5. do 8. mjesta je izgubila od Poljske. Ukupno je odigrala četiri utakmice, a na ljestvici je zauzela 9. – 12. mjesto. Odigrao je sve susrete za Belgiju. Nije postigao pogodaka. Bio je najstarijim belgijskim igračem u reprezentaciji.
Na hokejaškom turniru na Olimpijskim igrama 1956. u Melbourneu je igrao za Belgiju. Belgija je ispala u krugu po skupinama. Odigrao je tri susreta. Nije bio strijelcem. Bio je najstarijim belgijskim igračem u reprezentaciji.

## Vanjske poveznice
- Profil na Sports Reference.com  Arhivirana inačica izvorne stranice od 14. prosinca 2012. (Wayback Machine)